# Bonnie & Clyde (альбом Messy Marv та Marvaless)
Bonnie & Clyde — спільний студійний альбом американських реперів Мессі Марва та Marvaless, випущений 17 червня 2003 р. лейблом Frisco Street Show. Виконавчі продюсери: Showtime, Мессі Марв і Marvaless. Зведення: Ларрі Кінґ. Обкладинка та дизайн: Shemp. «The World Is a Ghetto» — сольний трек Марва, а «Bitch Niggaz» — Marvaless. Реліз перевидали в 2004.

## Список пісень
1. «Intro» — 0:50
2. «Waitin on You» — 4:40
3. «Real P.I.» — 3:33
4. «What You Want» — 4:15
5. «I Am Rap» — 4:14
6. «In the Traffic» — 3:55
7. «La Familia» — 4:42
8. «Goin thru Some Thangs» — 4:41
9. «Off Top» — 3:35
10. «The World Is a Ghetto» — 4:33
11. «Bitch Niggaz» — 4:38
12. «Outro» — 0:50
13. «Don't Hate on This» — 4:00